# Utbildning i Brittiska Indien
Undervisningsväsendet i Brittiska Indien inträdde i ett nytt skede 1859. Det ostindiska kompaniet hade nöjt sig med att lämna understöd åt enskilda och sällskap, i synnerhet missionssällskap, i deras undervisningsarbete. 
1859 utfärdades en lag, varigenom den allmänna undervisningen lades under ett särskilt förvaltningsdepartement i varje provins, under en direktor och ett antal inspektörer. I skolsaker fordrade lagen den strängaste religiösa neutralitet. Byskolorna meddelade de första elementen av vetande, mellan- och högre skolorna utbildade vidare de mera begåvade; för utbildning av lärare och lärarinnor fanns seminarier, och det hela avslutades av universiteten.
Senare sökte man ställa hela skolväsendet på en ännu bredare och mera folklig botten, genom att understödja den enskilda företagsamheten, uppmuntra de inföddas skolor och sörja för, att folkuppfostran höll mera jämna steg med de högre klassernas undervisning. Särskilt riktade man uppmärksamheten på den kvinnliga undervisningen och på vissa "ociviliserade" samhällsklassers uppfostran. Trots dessa bemödanden stod dock folkbildningen mycket lågt: vid folkräkningen 1901 kunde endast 9,8% bland männen och 0,6% bland kvinnorna läsa. Endast 25,4% av pojkarna och 3,4% av flickorna i skolåldern besökte någon skola. Utgifterna för undervisningsväsendet uppgick finansåret 1906-1907 till 56 051 550 rupier, varav betydligt mer än hälften bestreds genom skolavgifter och av provinserna, resten genom lokala skatter, kommunala fonder, donationer etc.
I Indien fanns fem universitet: I Calcutta, Madras, Bombay, Allahabad och Punjab (Lahore), vilka fungerade såsom examensanstalter med ett stort antal fakulteter och institutioner, där undervisningen ägde rum, nämligen (enligt statistiken för mars 1907) 172 för män (25 236 studenter) och 11 för kvinnor (273 studenter). Antalet mellanskolor var 5 914 (567 för kvinnor) med 715 750 elever (61 358 kvinnliga), primärskolor 112 984 (9 992 för kvinnliga) med 3 940 706 barn (495 895 kvinnliga), 2 326 utbildnings- och andra specialskolor (121 för kvinnor) med 68 116 elever (4 474 kvinnl.) samt 41 283 enskilda läroanstalter med omkring 650 000 elever. I varje provins fanns lärosäten för lärarutbildning. Medicinska fakulteten utbildade ett begränsat antal graduerade och ett större antal med certifikat försedda praktiserande läkare.